# گورنگه سوارچه
گورنگه سوارچه (به صربی: Gornje Svarče) یک منطقهٔ مسکونی در صربستان است که در بلاتسه واقع شده‌است. گورنگه سوارچه ۱۲۸ نفر جمعیت دارد.